# كريس جونز (كرة سلة)
كريس جونز (بالإنجليزية: Chris Jones)‏ مواليد 3 يوليو 1991 في ممفيس، هو لاعب كرة سلة أمريكي. بدأ مسيرته الاحترافية في سنة 2015. يبلغ طوله 5 قدم 10 بوصة (1.8 م). لعب مع بي جي غوتنغن في الدوري الألماني لكرة السلة وباريس لوفالوا في الدوري الفرنسي لكرة السلة الدرجة الأولى.

## روابط خارجية
- كريس جونز (كرة سلة) على موقع كرة السلة الأوروبية.كوم (الإنجليزية)
- كريس جونز (كرة سلة) على موقع كلية كرة السلة في سبورتس رفرنس.كوم (الإنجليزية)
- كريس جونز (كرة سلة) على موقع ريلجم (الإنجليزية)
- كريس جونز (كرة سلة) على موقع بروبوليرز (الإنجليزية)
- كريس جونز (كرة سلة) على موقع سبورتس رفرنس (الإنجليزية)